# یواس‌اس زاکا (آی‌ایکس-۷۳)
یواس‌اس زاکا (آی‌ایکس-۷۳) (به انگلیسی: USS Zaca (IX-73)) یک کشتی بود که طول آن ۱۱۸ فوت (۳۶ متر) بود. این کشتی در سال ۱۹۳۰ ساخته شد.